# ラジオ番組表
『ラジオ番組表』（ラジオばんぐみひょう）は、三才ブックス発行のラジオ放送専門の定期刊行物で、かつては『ラジオライフ』もしくは『ラジオパラダイス』の臨時増刊として発行されていた。現在は三才ムックシリーズとなっている。

## 概説
1981年4月に「ラジオ新番組速報版」のタイトルで、『ラジオライフ』臨時増刊として発行されたものが最初である。前年の1980年4月に“MW・FM・SW・CBのデータマガジン”として創刊された『ラジオライフ』（当時隔月刊誌）では、当初組版により作成したラジオ各局の番組表を毎号掲載していたが、判型がA4判からA5判に変更され、業務無線の記事が増えてきた1981年3月号から、番組表は掲載されなくなったため、形の上ではこの番組表の部分が増刊として本誌から独立し、新たな雑誌としてスタートしたようなものとなっている。ただし、本誌の時のように組版ではなく、放送局が発行している番組表の実物を、原則そのまま転載するという形式に変わり、それがこの雑誌の大きな特長となっている。
なお、雑誌タイトルは「ラジオ新番組速報版」（1981年春号 - 1996年秋号）から「ラジオ新番組」（1997年春号 - 2000年秋号）に変更されたのち、現在は「ラジオ番組表」（2001年春号 - ）として発行されている。また、発行形態については『ラジオライフ』臨時増刊（1981年春号 - 1985年春号）、『ラジオパラダイス』臨時増刊（1985年秋号 - 1990年春号）、『ラジオライフ』臨時増刊（1990年秋号 - 1991年秋号）、三才ムック（1992年春号 - 1995年秋号）、『ラジオライフ』別冊（1996年春号 - 1999年春号）と変遷し、現在は再び三才ムック（1999年秋号 - ）として発行されている。
ラジオ各局の番組表を掲載していた雑誌には、かつて自由国民社が発行していた季刊誌『ランラジオ』があったが、『ラジオ新番組速報版』が発行された同年11月に、1982年No.2として発行された冬号（第13巻2号）を最後に休刊となったため、これ以降、『ラジオ番組表』は全国のラジオ放送局の番組表を掲載する雑誌として、唯一のものとなっている。
三才ブックス発行の関連書籍には、『国内放送局ハンドブック東日本篇’81年版』（1981年）、『ラジオマニア』（2006年 - ）、『ラジパラ』（2007年）、『再び始めるBCL』（2008年、2009年）、『BCLライフ』（2010年 - 2014年）、『なつかしBCL大全』（2016年） 、『ラジオ受信バイブル』（2019年）がある。

## 内容
基本的には民間放送ラジオ各局が発行する番組表（タイムテーブル）を、許可を得た上で転載（基本的には放送局から取り寄せた紙の番組表をそのままスキャンしたものだが、TBSラジオや文化放送など独自に製作されたデジタル原稿を用いるところもある）し1冊にまとめたものだが、それ以外にも以下のような内容が掲載されている。
- NHK番組表（ラジオ第1放送・ラジオ第2放送・FM放送の番組表。NHKではタイムテーブルを発行していなかった〈毎年春の年1回に基本番組表を発行するのみ〉ため、独自の番組表が掲載されていたが、NHKで顔写真入り番組時刻表（民放各局のタイムテーブルと同等のもの）が発行されるようになってからはそちらを掲載している）
- 改編ニュース（キー局や全国ネット番組などの改編情報を掲載。局で撮影されたと思われる写真なども掲載される）
- 全国の主なラジオ局の改編ニュース（地方局の改編情報がAM・FM別に掲載される）
- 海外日本語放送スケジュール（同ページにAFN東京の番組表も掲載されるが、AFNは3カ月ごとに改編を行っているため、その旨が記載されている）
- 全国AMネット番組一覧表（制作会社制作の番組や裏送り番組なども含んだ番組のネット局を掲載。掲載される番組は夜間に放送されるものが多い）
- 遠距離受信のワンポイントテクニック（一時期なくなっていたが、2006年春号で復活）
- コミュニティFM局一覧表（放送局数が多いため、番組表そのものは全局分掲載されていないが、放送局の住所・他局（J-WAVE、ミュージックバードなど）からのネット受けの有無などが記載されている。2021年からは別冊の付録に一部コミュニティ放送局の番組表が抜粋して掲載されている）
- タレントINDEX（タレント（局アナは除く）別にレギュラーラジオ番組の出演情報が細かく紹介されている）
- リスナーの主張（読者がラジオ業界に対する意見を投稿するコーナー）
- 各局名物パーソナリティ（読者がオススメするラジオパーソナリティを紹介するコーナー。なお関連する企画として、秋号で発表される「好きなDJランキング」[注 2]があった）
- 日本の放送周波数一覧（日本国内で受信可能な海外中波放送局（一部）の周波数も掲載）
- 表紙をめくった2ページには、2024年春号までMBSラジオの広告がラジオ局で唯一、常時掲載されていた（左ページはオーソドックスな広告。右ページは「春/秋の注目番組インタビュー」と銘打った記事広告）。加えて文化放送[注 3]やCBCラジオ[注 4]は、表紙タレントと連動する形で背表紙に広告を掲載することがある。

### 掲載局の変遷
- 2001年春号からFM PORT（2000年12月開局）とRadio80（2001年4月開局 現：FM GIFU）の掲載が始まった。
- 地域別の編成を実施しており、支局別に番組表を発行している放送局は基本的に親局の番組表のみ掲載しているが、2008年春号より長崎放送の支局であるNBCラジオ佐賀独自の番組表の掲載が始まった（ラジオ佐賀として掲載）。なお、NBCラジオ佐賀の掲載を開始する前、長崎放送のページに誤ってNBCラジオ佐賀の番組表を掲載したことがある。
- 2010年9月30日をもってRADIO-iが閉局したため、同局の掲載は2010年春号までとなった。
- 2015年秋号よりRadio NEOの掲載が始まった。Radio NEOはInterFM（現：InterFM897）の支局であるInterFM NAGOYAとして2014年4月に開局したものの、ほとんど親局であるInterFMと同じ編成だったため掲載されていなかった（ただし、開局のニュースは掲載されている）が、2015年10月より一部時間帯で独自編成を開始することから掲載が開始された。
- 2020年6月30日をもってFM PORTとRadio NEOが閉局したため、両局の掲載は2020年春号までとなった。
- 2024年春号までAM局を北から南へ→FM局を北から南へという順序で掲載していたが、AM波停波開始に対応してAM局とFM局とを分けずに北から南へという順序に変更した。

## 発売日
原則春と秋の年2回刊（4回の年も一時期あった）。ラジオの番組改編期である4月・10月の改編情報を4月・10月の月末に発売する。
2004年秋号は日本プロ野球の関係（22年ぶり開催となるパ・リーグのプレーオフや、日本シリーズ）で、AM局の秋改編の情報が固まらず、発売が11月中旬にずれ込んだ。
2005年春号もニッポン放送の株取得問題のためか同じく半月発売がずれ込むが、同年秋号の発売は早かった。
2011年春号は東日本大震災の直後であったため、TBCラジオ・FM岩手・Date fmの3局はタイムテーブルの作成が間に合わず、局で作成途中のものや震災前（2011年3月分）のタイムテーブルをもとに編集部が独自に作成したものを掲載しており、該当局にはその旨が記載されていた。
2020年春号は新型コロナウイルス感染症の流行（それに伴う日本プロ野球の開幕延期やAM局の春改編確定遅れ）により、発売が5月22日にずれ込んだ。同年秋号は日本プロ野球中継が絡む一部AM局で改編の確定が遅れていたものの、例年通りの時期（10月27日）に発売された。

## 表紙の変遷
現在は発刊時にラジオ放送のレギュラー番組を持っている女性タレントや女性アイドル（とりわけニッポン放送で番組を持つ人物が多かったが、最近は変わりつつある。また、インタビューが本文中に掲載されることが多い）の顔写真が表紙になっている。
また、タイトルロゴは「ラジオ」を大きく表示（2004年秋号・2010年春号・2014年春号・2024年秋号にデザインが変わっている。2010年春号から2024年春号までは、ロゴの色が春号は蛍光ピンク、秋号は蛍光オレンジとなっていた）。かつてはタイトルロゴのバックにラジオ各局の周波数を混ぜ込ませた表紙、あるいはスタジオの写真やラジオを擬人化したキャラクターによるCGイラストというのもあった。

## 刊行状況
| 発行回 | 発行年     | 発行日表示 | 発行形態                 | ページ数 | 定価    | 表紙デザイン／タレント | 備考                             |
| ------ | ---------- | ---------- | ------------------------ | -------- | ------- | ---------------------- | -------------------------------- |
| 1      | 1981年春号 | 5月25日    | ラジオライフ臨時増刊     | 118      | 380円   | 無地                   | 「ラジオライフ別冊」の表記もあり |
| 2      | 1981年秋号 | 12月10日   | ラジオライフ臨時増刊     | 114      | 400円   | 無地                   | 「ラジオライフ別冊」の表記もあり |
| 3      | 1982年春号 | 6月15日    | ラジオライフ臨時増刊     | 116      | 400円   | 無地                   |                                  |
| 4      | 1982年夏号 | 8月15日    | ラジオライフ臨時増刊     | 116      | 400円   | 無地                   |                                  |
| 5      | 1982年秋号 | 12月15日   | ラジオライフ臨時増刊     | 122      | 500円   | 無地                   |                                  |
| 6      | 1983年冬号 | 2月15日    | ラジオライフ臨時増刊     | 124      | 500円   | 無地                   |                                  |
| 7      | 1983年春号 | 6月15日    | ラジオライフ臨時増刊     | 130      | 500円   | 噴水                   |                                  |
| 8      | 1983年夏号 | 8月15日    | ラジオライフ臨時増刊     | 130      | 500円   | 弘前ねぷたまつり       |                                  |
| 9      | 1983年秋号 | 12月15日   | ラジオライフ臨時増刊     | 146      | 500円   | 華厳の滝               |                                  |
| 10     | 1984年冬号 | 2月15日    | ラジオライフ臨時増刊     | 146      | 500円   | 鳩                     |                                  |
| 11     | 1984年春号 | 6月15日    | ラジオライフ臨時増刊     | 150      | 500円   | ベリカード             |                                  |
| 12     | 1984年夏号 | 9月15日    | ラジオライフ臨時増刊     | 150      | 500円   | 無地                   |                                  |
| 13     | 1984年秋号 | 12月15日   | ラジオライフ臨時増刊     | 154      | 500円   | 無地                   |                                  |
| 14     | 1985年冬号 | 2月15日    | ラジオライフ臨時増刊     | 162      | 500円   | ビートたけし、ほか     |                                  |
| 15     | 1985年春号 | 6月15日    | ラジオライフ臨時増刊     | 154      | 500円   | 斉藤由貴               |                                  |
| 16     | 1985年秋号 | 12月15日   | ラジオパラダイス臨時増刊 | 154      | 500円   | 本田美奈子             |                                  |
| 17     | 1986年春号 | 6月15日    | ラジオパラダイス臨時増刊 | 178      | 650円   | ベリカード ペナント    |                                  |
| 18     | 1986年秋号 | 12月15日   | ラジオパラダイス臨時増刊 | 178      | 650円   | 番組表                 |                                  |
| 19     | 1987年春号 | 6月15日    | ラジオパラダイス臨時増刊 | 178      | 650円   | 中村由真               |                                  |
| 20     | 1987年秋号 | 12月15日   | ラジオパラダイス臨時増刊 | 178      | 650円   | 森川美穂               |                                  |
| 21     | 1988年春号 | 6月15日    | ラジオパラダイス臨時増刊 | 182      | 650円   | 芳本美代子             |                                  |
| 22     | 1988年秋号 | 12月15日   | ラジオパラダイス臨時増刊 | 186      | 650円   | 佐野量子               |                                  |
| 23     | 1989年冬号 | 3月15日    | ラジオパラダイス臨時増刊 | 202      | 700円   | 金城悟イラスト         |                                  |
| 24     | 1989年春号 | 6月15日    | ラジオパラダイス臨時増刊 | 202      | 700円   | 金城悟イラスト         |                                  |
| 25     | 1989年夏号 | 8月15日    | ラジオパラダイス臨時増刊 | 162      | 700円   | ウッチャンナンチャン   |                                  |
| 26     | 1989年秋号 | 12月15日   | ラジオパラダイス臨時増刊 | 186      | 650円   | 田村英里子             |                                  |
| 27     | 1990年春号 | 6月15日    | ラジオパラダイス臨時増刊 | 186      | 650円   | 石田ひかり             |                                  |
| 28     | 1990年秋号 | 12月15日   | ラジオライフ臨時増刊     | 218      | 850円   | 森高千里               |                                  |
| 29     | 1991年春号 | 6月15日    | ラジオライフ臨時増刊     | 218      | 850円   | 千堂あきほ             |                                  |
| 30     | 1991年秋号 | 12月15日   | ラジオライフ臨時増刊     | 218      | 850円   | 中嶋美智代             |                                  |
| 31     | 1992年春号 | 6月15日    | 三才ムックVol.5          | 216      | 850円   | 観月ありさ             |                                  |
| 32     | 1992年秋号 | 12月15日   | 三才ムックVol.8          | 222      | 850円   | 裕木奈江               |                                  |
| 33     | 1993年春号 | 6月15日    | 三才ムックVol.11         | 222      | 850円   | 西田ひかる             |                                  |
| 34     | 1993年秋号 | 12月15日   | 三才ムックVol.15         | 226      | 850円   | 細川ふみえ             |                                  |
| 35     | 1994年春号 | 6月15日    | 三才ムックVol.19         | 226      | 850円   | 森口博子               |                                  |
| 36     | 1994年秋号 | 12月15日   | 三才ムックVol.24         | 234      | 850円   | 瀬戸朝香               |                                  |
| 37     | 1995年春号 | 6月15日    | 三才ムックVol.28         | 234      | 850円   | 永作博美               |                                  |
| 38     | 1995年秋号 | 12月15日   | 三才ムックVol.33         | 234      | 850円   | 篠原涼子               |                                  |
| 39     | 1996年春号 | 6月15日    | ラジオライフ別冊         | 226      | 1,000円 | 鈴木紗理奈             | 特別付録あり                     |
| 40     | 1996年秋号 | 12月15日   | ラジオライフ別冊         | 242      | 850円   | SPEED                  |                                  |

| 発行回 | 発行年     | 発行日表示 | 発行形態         | ページ数 | 定価  | 表紙デザイン／タレント | 備考                   |
| ------ | ---------- | ---------- | ---------------- | -------- | ----- | ---------------------- | ---------------------- |
| 41     | 1997年春号 | 6月15日    | ラジオライフ別冊 | 226      | 870円 | 赤坂泰彦               |                        |
| 42     | 1997年秋号 | 12月15日   | ラジオライフ別冊 | 226      | 870円 | 篠原ともえ             | 右綴じから左綴じに変更 |
| 43     | 1998年春号 | 6月1日     | ラジオライフ別冊 | 226      | 870円 | さとう珠緒             |                        |
| 44     | 1998年秋号 | 12月1日    | ラジオライフ別冊 | 226      | 870円 | 渋谷スペイン坂スタジオ | タイトルロゴ変更       |
| 45     | 1999年春号 | 6月1日     | ラジオライフ別冊 | 226      | 870円 | アンティークラジオ     |                        |
| 46     | 1999年秋号 | 12月1日    | 三才ムックVol.58 | 234      | 870円 | 加藤あい               |                        |
| 47     | 2000年春号 | 6月1日     | 三才ムックVol.60 | 234      | 870円 | 深田恭子               |                        |
| 48     | 2000年秋号 | 12月1日    | 三才ムックVol.62 | 242      | 870円 | 伴都美子               |                        |

| 発行回 | 発行年     | 発行日表示 | 発行形態          | ページ数 | 定価    | 表紙デザイン／タレント                       | 備考                                                                                         |
| ------ | ---------- | ---------- | ----------------- | -------- | ------- | -------------------------------------------- | -------------------------------------------------------------------------------------------- |
| 49     | 2001年春号 | 6月1日     | 三才ムックVol.64  | 242      | 870円   | 今井絵理子                                   |                                                                                              |
| 50     | 2001年秋号 | 12月1日    | 三才ムックVol.67  | 252      | 870円   | 松浦亜弥                                     |                                                                                              |
| 51     | 2002年春号 | 6月1日     | 三才ムックVol.70  | 256      | 870円   | 内山理名                                     |                                                                                              |
| 52     | 2002年秋号 | 12月1日    | 三才ムックVol.72  | 256      | 870円   | 上戸彩                                       |                                                                                              |
| 53     | 2003年春号 | 6月1日     | 三才ムックVol.76  | 256      | 870円   | 乙葉                                         |                                                                                              |
| 54     | 2003年秋号 | 12月1日    | 三才ムックVol.82  | 256      | 870円   | 市川由衣                                     |                                                                                              |
| 55     | 2004年春号 | 6月1日     | 三才ムックVol.88  | 256      | 870円   | 美少女クラブ21                               |                                                                                              |
| 56     | 2004年秋号 | 12月1日    | 三才ムックVol.96  | 260      | 870円   | 吉岡美穂                                     | タイトルロゴ変更                                                                             |
| 57     | 2005年春号 | 6月1日     | 三才ムックVol.102 | 260      | 870円   | 石原さとみ                                   |                                                                                              |
| 58     | 2005年秋号 | 12月1日    | 三才ムックVol.111 | 260      | 870円   | 川嶋あい                                     |                                                                                              |
| 59     | 2006年春号 | 6月1日     | 三才ムックVol.124 | 260      | 870円   | メロン記念日                                 |                                                                                              |
| 60     | 2006年秋号 | 12月1日    | 三才ムックVol.135 | 260      | 870円   | おぎやはぎ                                   |                                                                                              |
| 61     | 2007年春号 | 6月1日     | 三才ムックVol.154 | 260      | 870円   | 時東ぁみ                                     |                                                                                              |
| 62     | 2007年秋号 | 12月1日    | 三才ムックVol.177 | 260      | 980円   | 中川翔子                                     |                                                                                              |
| 63     | 2008年春号 | 6月1日     | 三才ムックVol.192 | 260      | 980円   | 横浜スタジアム                               |                                                                                              |
| 64     | 2008年秋号 | 12月1日    | 三才ムックVol.222 | 260      | 980円   | ケンドーコバヤシ                             |                                                                                              |
| 65     | 2009年春号 | 6月1日     | 三才ムックVol.243 | 260      | 980円   | 真野恵里菜                                   |                                                                                              |
| 66     | 2009年秋号 | 12月1日    | 三才ムックVol.273 | 260      | 980円   | 嗣永桃子                                     |                                                                                              |
| 67     | 2010年春号 | 6月1日     | 三才ムックVol.297 | 256      | 980円   | 福田花音 前田憂佳                            | タイトルロゴ変更                                                                             |
| 68     | 2010年秋号 | 11月1日    | 三才ムックVol.335 | 256      | 980円   | 曽根由希江                                   |                                                                                              |
| 69     | 2011年春号 | 5月1日     | 三才ムックVol.377 | 258      | 980円   | フレンチ・キス                               |                                                                                              |
| 70     | 2011年秋号 | 11月1日    | 三才ムックVol.429 | 258      | 980円   | 南沢奈央                                     |                                                                                              |
| 71     | 2012年春号 | 5月1日     | 三才ムックVol.492 | 262      | 980円   | 麻倉みな                                     |                                                                                              |
| 72     | 2012年秋号 | 11月1日    | 三才ムックVol.562 | 258      | 980円   | Silent Siren                                 |                                                                                              |
| 73     | 2013年春号 | 5月1日     | 三才ムックVol.613 | 258      | 980円   | Tokyo Cheer② Party                           |                                                                                              |
| 74     | 2013年秋号 | 11月1日    | 三才ムックVol.647 | 258      | 980円   | 鹿沼憂妃 ラブリ 早川真理恵 今井りか 桜井裕美 |                                                                                              |
| 75     | 2014年春号 | 5月1日     | 三才ムックVol.703 | 258      | 1,080円 | Doll☆Elements                                | タイトルロゴ変更                                                                             |
| 76     | 2014年秋号 | 11月1日    | 三才ムックVol.747 | 258      | 1,080円 | 木﨑ゆりあ                                   |                                                                                              |
| 77     | 2015年春号 | 5月1日     | 三才ムックVol.793 | 258      | 1,080円 | 大原櫻子                                     |                                                                                              |
| 78     | 2015年秋号 | 11月1日    | 三才ムックVol.829 | 258      | 1,080円 | 足立梨花                                     |                                                                                              |
| 79     | 2016年春号 | 5月1日     | 三才ムックVol.871 | 258      | 1,080円 | 久松郁実                                     |                                                                                              |
| 80     | 2016年秋号 | 11月1日    | 三才ムックVol.914 | 258      | 1,080円 | 大矢梨華子 高見奈央                          | 「第9回好きなDJランキング」 AM部門第1位                                                      |
| 81     | 2017年春号 | 5月1日     | 三才ムックVol.950 | 262      | 1,080円 | 堀未央奈                                     |                                                                                              |
| 82     | 2017年秋号 | 11月1日    | 三才ムックVol.957 | 258      | 1,080円 | 古川未鈴 藤咲彩音                            | 「第10回好きなDJランキング」 FM部門第1位                                                     |
| 83     | 2018年春号 | 5月1日     | 三才ムックVol.999 | 258      | 1,080円 | 菅井友香                                     |                                                                                              |
| 84     | 2018年秋号 | 11月1日    | 三才ムック        | 258      | 1,080円 | 相沢梨紗                                     | 「第11回好きなDJランキング」 FM部門第1位                                                     |
| 85     | 2019年春号 | 5月1日     | 三才ムック        | 258      | 1,080円 | 倉野尾成美 小栗有以                          | Amazon限定版の表紙は 山田菜々美・岡部麟・佐藤栞                                              |
| 86     | 2019年秋号 | 11月1日    | 三才ムック        | 258      | 1,100円 | 坂本遥奈 永岡歩                              | 「第12回好きなDJランキング」 AM部門第1位（連覇）                                             |
| 87     | 2020年春号 | 6月1日     | 三才ムック        | 258      | 1,320円 | 森谷佳奈                                     | 同号以降、別冊特別付録あり                                                                   |
| 88     | 2020年秋号 | 11月1日    | 三才ムック        | 258      | 1,320円 | 佐藤優樹                                     | 「第13回好きなDJランキング」 AM部門第1位                                                     |
| 89     | 2021年春号 | 5月1日     | 三才ムック        | 258      | 1,320円 | 根本凪                                       |                                                                                              |
| 90     | 2021年秋号 | 11月1日    | 三才ムック        | 258      | 1,320円 | 橋爪もも                                     | 「第14回好きなDJランキング」 FM部門第1位                                                     |
| 91     | 2022年春号 | 5月1日     | 三才ムック        | 258      | 1,320円 | 生田衣梨奈                                   |                                                                                              |
| 92     | 2022年秋号 | 11月1日    | 三才ムック        | 258      | 1,320円 | 菊地真衣                                     | 「第2回イチオシ番組・DJランキング」 地方番組部門第1位・名アシスタント（パートナー）部門第2位 |
| 93     | 2023年春号 | 5月1日     | 三才ムック        | 258      | 1,430円 | 石山蓮華                                     |                                                                                              |
| 94     | 2023年秋号 | 11月1日    | 三才ムック        | 258      | 1,430円 | 山﨑愛生                                     | 「第4回イチオシ番組・DJランキング」 女性パーソナリティ部門第1位                              |
| 95     | 2024年春号 | 5月1日     | 三才ムック        | 258      | 1,430円 | 松田好花                                     |                                                                                              |
| 96     | 2024年秋号 | 11月1日    | 三才ムック        | 258      | 1,430円 | 檜山沙耶                                     | タイトルロゴ変更                                                                             |
| 97     | 2025年春号 | 5月1日     | 三才ムック        | 258      | 1,430円 | 大島由香里                                   |                                                                                              |

## 特記事項
- かつてライバル『アクションバンド』が、似たようなコンセプトの「全国コミュニティFM番組表」を、こちらは本体の付録として載せていた時期があるがその後なくなった。後に『アクションバンド』自体が休刊となった。